# Ange Le Strat
Ange Le Strat (Inguiniel, 18 de febrer de 1918 - Morlaix, 8 de desembre de 1999) va ser un ciclista francès que fou professional entre 1943 i 1960, aconseguint 12 victòries.
Les seves victòries més destacades foren al Gran Premi de Plouay i a la Bordeus-París. Els darrers anys de la seva vida els dedicà a la pista, aconseguint notables èxits, com ara un Campionat de França i el rècord del món de l'hora rere moto.

## Palmarès
- 1946
  - 1r al Gran Premi de Plouay
- 1947
  - 1r al Gran Premi de Saint Léonard
- 1948
  - 1r a la París-Clermont-Ferrand
  - 1r a Ploërdut
  - 1r a la Bordeus-París
  - 1r a Limoges, darrere derny
  - 1r a Vienne, darrere derny
- 1950
  - 1r a la París-Camembert
  - 1r al Gran Premi de Calais
- 1952
  - 1r a Inguinel
- 1954
  - Campió de França d'hivern de mig fons
- 1955
  - Rècord del món de l'hora darrere moto, en pista coberta, amb 73,554km

### Resultats al Tour de França
- 1947. 33è de la classificació general
- 1949. Abandona (8a etapa)